# Фридрих Вильгельм Сольмс-Браунфельсский (1770)
Принц Фридрих Вильгельм Сольмс-Браунфельсский (нем. Friedrich Wilhelm zu Solms-Braunfels; 22 октября 1770, Браунфельс, княжество Сольмс-Браунфельс — 13 апреля 1814, Славенциц, Королевство Пруссия) — прусский военачальник, генерал-майор. 

## Биография
Фридрих Вильгельм родился в 1770 году в семье принца Фердинанда Вильгельма Эрнста Сольмс-Браунфельсского (1721–1783) и его жены, урождённой графини Софии Кристины Вильгельмины Сольмс-Лаубахской (1741–1772).
Посещал Военную школу в Кольмаре, которой руководил слепой педагог Готлиб Конрад Пфеффель, затем обучался в Страсбургском университете (до 1888 года), после чего поступил на нидерландскую военную службу младшим офицером. В качестве капитана и командира эскадрона Карабинерного принца Оранского полка он принимал участие в кампании против Франции в 1793—95 годах. Сражался при Мобеже, при Туркуэне, Камбре, Ландреси, был при осаде Бреды. В 1795 года перешёл из нидерландской в прусскую армию, где служил сначала в гусарском полку, а в дальнейшем в полку Конной гвардии (Гар-дю-кор).  
В 1805 году принц оставил армию, однако уже в 1806 году вернулся на службу. На начальном этапе Войны четвёртой коалиции сражался под Веймаром и даже представлялся королю. Однако затем, по состоянию здоровья, не принял участия в последующих сражениях, а вместо этого взял отпуск и выехал на курорт в Бад-Теплиц. Тем не менее, 16 мая 1807 года был повышен до подполковника, а ещё через два года — до полковника, и стал командиром 2-го уланского полка, расквартированного в Бреслау.
В том же 1809 году вышел в отставку по состоянию здоровья по собственному прошению с чином генерал-майора и годовой пенсией в 1200 талеров. В 1811 году, находясь в отставке, был награждён прусским орденом Красного Орла 1-й степени.
В 1814 году скончался.

## Семья
С 1798 года принц был женат на принцессе Фридерике Мекленбург-Стрелицкой, младшей дочери владетельного герцога Карла II Мекленбург-Стрелицкого и вдове принца Фридриха Людвига Прусского (1773–1796), младшего брата прусского короля. Брак был заключен ввиду очевидной беременности принцессы (согласно одной из версий, принц Сольмс-Браунфельсский даже не был биологическим отцом будущего ребёнка, и, как равнородный принцессе офицер, согласился на брак, чтобы спасти её честь). В дальнейшем принцесса тяготилась эти браком с формально равным по происхождению и статусу, но не слишком влиятельным супругом и стремилась превратить его жизнь в кошмар.
В 1814 году принцесса стала требовать развода, чтобы затем выйти замуж за герцога Эрнста Августа Камберлендского. Принц тяжело переживал семейные неурядицы. Он много пил, а после того, как стало ясно, что развод будет одобрен прусским королём , возможно, покончил с собой (что официально было обставлено, как инсульт на фоне алкоголизма). 
Избавившись от ставшего ненужным второго мужа, принцесса успешно вышла замуж за Эрнста Августа, и в конце жизни успела побывать королевой Ганновера.